# Iurie Țurcanu
Iurie Țurcanu (n. 21 iunie 1973, Corlăteni, raionul Rîșcani, RSS Moldovenească, URSS) este un informatician, expert în guvernarea digitală și politician moldovean care din august 2021 pînă februarie 2023 a deținut funcția de viceprim-minstru pentru digitalizare al Republicii Moldova în Guvernul Gavrilița.